# José Viterbo Arias
José Viterbo Arias o José V. Arias (Lima, 1839-Lima, 1904) fue un abogado, jurista, magistrado y político peruano. Fue senador por Áncash y Huancavelica, ministro de Hacienda (1879) y ministro de Justicia e Instrucción (1879 y 1902).

## Biografía
Empezó estudiando medicina en la Universidad de San Marcos en 1858, pero luego se orientó hacia la jurisprudencia. Se recibió de abogado en la Universidad Nacional de San Cristóbal de Huamanga. Ejerció su profesión en Lima y luego inició su carrera en la judicatura, como juez del crimen. Llegó a ser vocal de la Corte Superior de Lima.
También incursionó en la política, como militante del Partido Civil. Fue elegido senador por Áncash (1876 y 1879) y por Huancavelica (1878).
En plena guerra con Chile y tras el desastre naval de Angamos, el gobierno del general Mariano Ignacio Prado lo puso al frente de los ministerios de Hacienda y Comercio, y de Justicia e Instrucción, el 16 de octubre de 1879. Formó así parte del gabinete ministerial encabezado por el general Manuel González de la Cotera.
Como ministro de Hacienda, polemizó en el Congreso exigiendo el restablecimiento de la circulación metálica. Pero renunció al cabo de pocos días, aduciendo su mala salud y la crítica situación del país, que exigía, según su opinión, un gabinete con mayor respaldo popular. Su colega, Juan Esteban Guzmán de la Rosa (ministro de Relaciones Exteriores y de Gobierno), renunció también, y todo ello produjo una crisis ministerial (28 de octubre de 1879).
En 1881 ejerció otra vez como senador por Huancavelica, esta vez ante el Congreso Extraordinario instalado en Chorrillos tras la ocupación chilena de Lima. Y nuevamente fue elegido para ocupar dicha senaduría ante el Congreso Ordinario instalado en 1886 (primer gobierno de Andrés A. Cáceres), cargo que ejerció hasta 1889. Fue secretario de su cámara en 1887 y 1889. También fue senador suplente.
Durante el gobierno de Eduardo López de Romaña volvió a juramentar como ministro de Justicia e Instrucción, el 9 de agosto de 1902, formando parte del gabinete ministerial presidido por Alejandro Deustua. Sus colegas eran: Aníbal Villegas (Relaciones Exteriores); el coronel Manuel Diez Canseco (Guerra y Marina); Juan José Reinoso (Hacienda) y Teodoro Elmore (Fomento). Este gabinete fue censurado por la Cámara de Diputados a consecuencia del incidente del cablegrama Wiesse, siendo reemplazado por otro presidido por Eugenio Larrabure y Unanue (4 de noviembre de 1902).
Fue también uno de los redactores del diario El Callao, decano de la prensa chalaca; y director del Colegio Dos de Mayo, del mismo puerto.

## Publicaciones
- Exposición comentada del Código de Procedimientos en materia penal del Perú (1892, corregida y aumentada en 1894; y con una addenda en 1899).[1]
- Exposición comentada y comparada del Código Penal del Perú (en tres volúmenes, 1896-1902), obra en la que analiza minuciosamente uno por uno los artículos del Código Penal, comparándolas con las legislaciones de otros países, como las de Francia e Italia.[11]